# Spm
SPM là viết tắt của từ tiếng Anh: Single Buoy Mooring. Đây là phao nhập dầu thô từ ngoài khơi, dùng 1 dây của phao để buộc tàu. Khi tàu dầu đến, tàu dầu dùng dây của phao (mooring hawser) để buộc tàu vào phao. Trên phao có hệ thống ống nổi để khi tàu buộc phao xong thì tiến hành đấu nối ống nổi vào manifold của tàu, sau đó tiến hành bơm dầu qua ống nổi. SPM chỉ được thiết kế khi không thể xây được cảng do địa hình hoặc độ sâu vùng nước quá lớn.